# Karl Kunrath
Karl Kunrath (* 4. Juli 1923; † 16. März 2009) war ein deutscher Juwelier, der nationale und europäische Gewerbeverbände gründete und führte.

## Leben
Karl Kunrath absolvierte eine Ausbildung zum Kaufmann mit der Ausrichtung auf den Juwelier- und Uhrenfachhandel. Er war viele Jahre Facheinzelhändler (seit der Übernahme des väterlichen Geschäftes nach dem Krieg) sowie Geschäftsführer einer Wirtschaftsberatungsgesellschaft in seinem Wohnort Bexbach. In den 1950er Jahren gründete er dort einen Handels- und Gewerbeverein. Mitte 1962 initiierte Kunrath die Gründung des Gewerbeverbandes des Saarlandes (GVS), eines Dachverbands der kleinen und mittleren Unternehmen zwecks Verbesserung ihrer wirtschaftlichen Rahmenbedingungen, dessen Vorsitz er bis 1990 innehatte. 1965 begann er mit der Herausgabe einer Zeitschrift für Selbstständige, des Gewerbe-Reports, anfangs noch von Bexbach aus, später als Teil einer Verlags-Gemeinschaft mit Sitz in Neunkirchen.
Frühzeitig setzte Kunrath auf die Idee eines wirtschaftlich und politisch geeinten Europas und darin auf mögliche sich ergebende Spielräume für kleine und mittlere Unternehmen, was im Juni 1973 in Luxemburg zur Gründung der Confédération Européenne Des Indepondants (CEDI) führte, der er von 1979 bis 1994 vorstand. Deren deutscher Sektion Bundesverband Deutschland (BVD) des Europaverbandes der Selbständigen, die im darauffolgenden Jahr ihre Tätigkeit aufnahm, stand er als Gründervater bis 2000 ebenfalls vor. Er richtete außerdem das Selbsthilfewerk der Selbständigen (SHW) e.V. ein. Für seinen enormen persönlichen Einsatz und den daraus resultierenden Errungenschaften für die unternehmerische Selbstständigkeit wurde er 1984 mit dem Bundesverdienstkreuz erster Klasse und 2001 mit der Europäischen Mittelstandsauszeichnung geehrt. Zu den weiteren Würdigungen zählen die Ehrenpräsidentschaft im BVD/CEDI und der Ehrenvorsitz im SHW.

## Auszeichnungen
- 1984: Bundesverdienstkreuz erster Klasse der Bundesrepublik Deutschland
- 2001: Europäische Mittelstandsauszeichnung „Klein- und Mittelbetriebe – Brücke zwischen Ost und West“ des Europäischen Parlaments in Brüssel